# 平成16年台風第23号
平成16年台風第23号（へいせい16ねんたいふうだい23ごう、アジア名：トカゲ / Tokage）は、2004年（平成16年）10月に発生し、日本列島に上陸し大きな被害をもたらした台風である。

## 概要

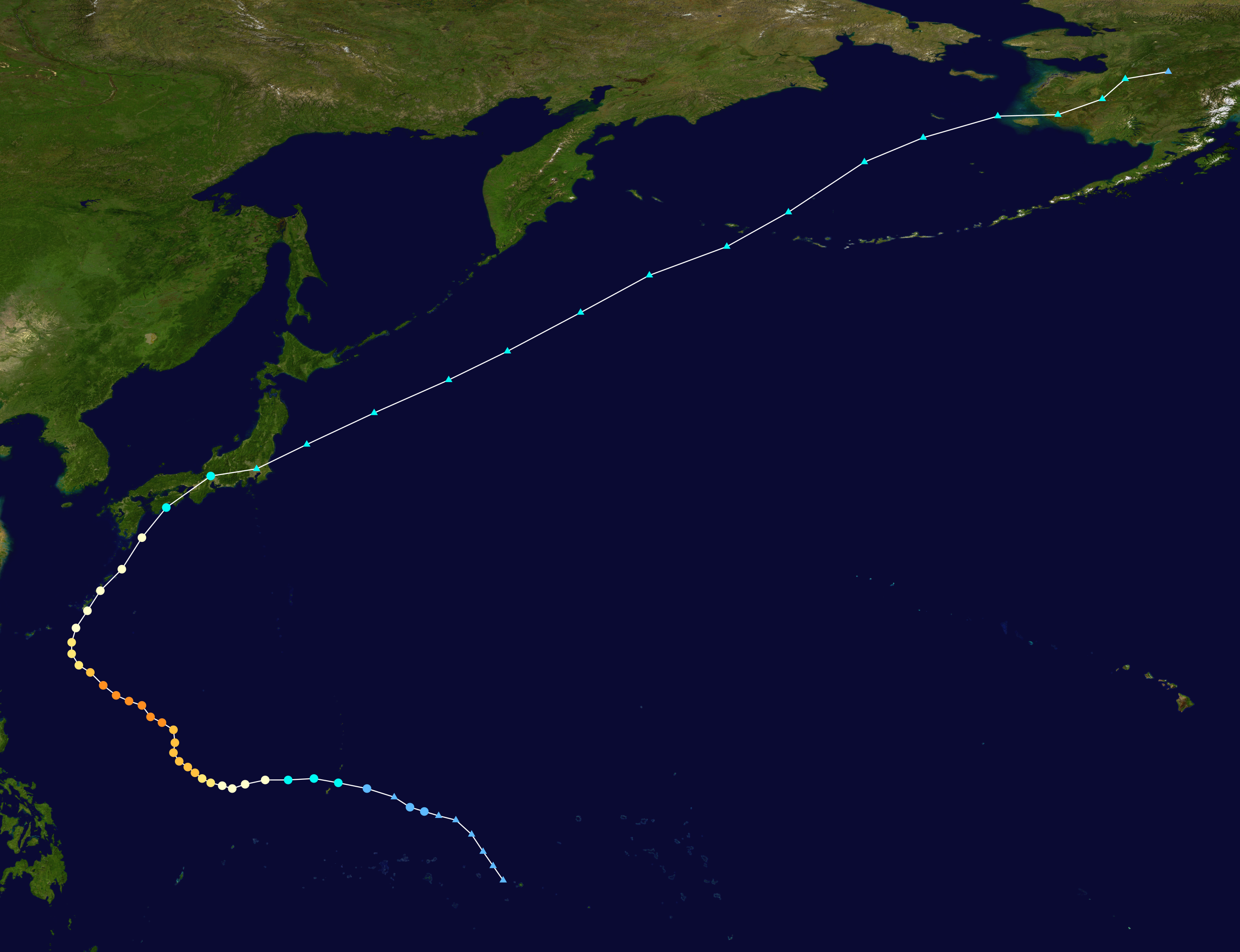
進路図

2004年10月13日9時に、マリアナ諸島付近で台風23号が発生し、アジア名「トカゲ（Tokage）」と命名された。命名国は日本で、とかげ座を意味する。なお、フィリピン大気地球物理天文局（PAGASA）はこの台風について、フィリピン名「シオニー（Siony）」と命名している。台風は18日18時に大型で強い勢力となって沖縄の南海上を北上した。19日には沖縄本島から奄美諸島沿いに進み、20日13時頃、大型の強い勢力で高知県土佐清水市付近に上陸。これは、四国に上陸した台風の中では上陸日が最も遅く、日本上陸台風では過去4番目に遅い上陸である。15時過ぎには高知県室戸市付近に再上陸した後、18時前に大阪府南部に再上陸し、近畿地方・東海地方に進み、21日3時に関東地方で温帯低気圧に変わった。本州縦断時には、台風の中心が日本アルプスに差しかかったころ急激に勢力が衰えた。これは高い山脈により大きな摩擦力が雲や風にかかり、台風がエネルギーを大きく消耗したためと考えられている。
台風と前線の影響による期間降水量は、四国や大分県で500mmを超えたほか、近畿北部や東海、甲信地方で300mmを超え、広い範囲で大雨となった。特に、台風が西日本に上陸した20日は、九州地方から関東地方にかけての多くの地点で、これまでの日降水量の記録を更新する大雨となった。また、台風の接近・上陸に伴って、南西諸島から東日本にかけての広い範囲で暴風・高波となった。
台風の影響により、兵庫県豊岡市や出石町を流れる円山川、出石川が氾濫したほか、京都府福知山市から舞鶴市を流れる由良川が氾濫して浸水被害が発生した。また、岡山県玉野市や京都府宮津市、香川県東かがわ市、愛媛県四国中央市など、西日本を中心に土砂災害が起きた。さらに高知県室戸市では、高波により堤防が損壊する被害もあった。
死者・行方不明者は兵庫県、京都府、香川県を中心に98人となり、台風災害によるものとしては1970年代の最大が昭和51年（1976年）10号の169人、1980年代が昭和57年（1982年）10号の95人、1990年代が平成3年（1991年）19号の62人という一貫した減少傾向に反した。台風通過直後の10月23日に発生した新潟県中越地震とともに、翌月11月26日に激甚災害に指定することが閣議決定され、12月1日より施行された。
なお、日本が提案したアジア名の台風が日本本土に上陸したのは、これが初のケースである。
| 順位 | 名称                              | 国際名   | 上陸日時                | 上陸地点                         |
| ---- | --------------------------------- | -------- | ----------------------- | -------------------------------- |
| 1    | 平成2年台風第28号                 | Page     | 1990年11月30日 14時     | 和歌山県白浜町南                 |
| 2    | 昭和42年台風第34号                | Dinah    | 1967年10月28日 3時30分  | 愛知県南部                       |
| 3    | 平成29年台風第21号                | Lan      | 2017年10月23日 3時      | 静岡県掛川市付近                 |
| 4    | 平成16年台風第23号                | Tokage   | 2004年10月20日 13時     | 高知県土佐清水市付近             |
| 5    | 昭和30年台風第26号                | Opal     | 1955年10月20日 12時     | 和歌山県田辺市付近               |
| 6    | 昭和54年台風第20号                | Tip      | 1979年10月19日 9時30分  | 和歌山県白浜町付近               |
| 7    | 平成10年台風第10号                | Zeb      | 1998年10月17日 16時30分 | 鹿児島県枕崎市付近               |
| 8    | 昭和62年台風第19号                | Kelly    | 1987年10月17日 0時      | 高知県室戸市付近                 |
| 9    | ルース台風 （昭和26年台風第15号） | Ruth     | 1951年10月14日 19時     | 鹿児島県いちき串木野市（現）付近 |
| 10   | 平成26年台風第19号                | Vongfong | 2014年10月13日 8時30分  | 鹿児島県枕崎市付近               |

## 気象状況
台風本体およびその北側にあった前線活動の活発化により、広い範囲で大雨や暴風となった。台風が上陸した20日には、関東地方から九州地方にかけての広い範囲で大雨となり、一日の降水量は四国で400mmを超え、西日本の多くの地点で300mm前後となった。また、この台風は中心より西側から北側にかけて強い風が吹き込み、北陸地方・山陰地方・九州北部にわたって最大瞬間風速上位の多くを占めている点でも特徴的である（中心より西側や北側は、俗に可航半円などと呼ばれ、進行方向の東側から南側に比べ風速は弱いのが一般的である）。
以下、気象庁の観測による主な降水量、風速の記録。
日降水量
岐阜県荘川村六厩：290mm（20日。1979年の統計開始以来最大）
京都府舞鶴市：277mm（20日。1974年の統計開始以来最大）
兵庫県洲本市：309mm（20日。1919年の統計開始以来最大）
香川県東かがわ市引田：333mm（20日。1979年の統計開始以来最大）
香川県高松市：210.5mm（20日。1941年の統計開始以来最大）
愛媛県四国中央市富郷：441mm（20日。1979年の統計開始以来最大）
大分県蒲江町：369mm（20日。1979年の統計開始以来最大）
最大風速
富山県富山市：22.9m/s（20日20時50分。1986年の統計開始以来最大）
京都府舞鶴市：25.1m/s（20日20時30分。1974年の統計開始以来最大）
長崎県雲仙岳：33.5m/s（20日11時30分。1977年の統計開始以来最大）
最大瞬間風速
京都府舞鶴市：51.9m/s（20日20時27分。1974年の統計開始以来最大）
長崎県雲仙岳：63.7m/s（20日12時52分。1977年の統計開始以来最大）

## 被害
| 都道府県 | 死亡 | 行方不明 |
| -------- | ---- | -------- |
| 千葉県   | 2    |          |
| 神奈川県 | 1    |          |
| 富山県   |      | 1        |
| 岐阜県   | 6    | 2        |
| 愛知県   | 1    |          |
| 滋賀県   | 1    |          |
| 京都府   | 15   |          |
| 大阪府   | 1    |          |
| 兵庫県   | 26   |          |
| 和歌山県 | 2    |          |
| 鳥取県   | 1    |          |
| 岡山県   | 7    |          |
| 山口県   | 1    |          |
| 徳島県   | 3    |          |
| 香川県   | 11   |          |
| 愛媛県   | 5    |          |
| 高知県   | 8    |          |
| 長崎県   | 1    |          |
| 大分県   | 1    |          |
| 宮崎県   | 2    |          |
| 合計     | 95   | 3        |

大雨による河川氾濫、土砂災害や暴風、高波などにより、全国で98人の死者・行方不明者が出た。これは、平成の台風被害では平成23年台風第12号と並んで最多であり（平成30年台風第7号が引き起こした西日本豪雨の死者・行方不明者を除いて）、当時の社会に大きな傷を残した。また負傷者555人（うち重傷者123人）、住宅の全壊909棟、半壊7776棟、一部破損1万0955棟、床上浸水1万4323棟、床下浸水4万1132棟の被害が発生した。

### 東日本

#### 埼玉県
10月20日に西武ドームで開催が予定されていた日本シリーズ第4戦の西武ライオンズ対中日ドラゴンズ戦が台風の接近を考慮し、翌21日に順延となった。

#### 富山県
富山県では、新湊市（現・射水市）の海王丸パークへ向かっていた航海訓練中の海王丸（II世）が台風接近のため富山港沖に投錨停泊していたところ、強い北風（海風）と高波によって航行不能となり、富山港に隣接する漁港防波堤の消波ブロックに衝突・座礁し、167人が救助された。このほかにも、伏木万葉埠頭（外港）に接岸していたロシア船籍の貨客船が浸水横転したり、係留中の漁船の転覆・損傷が県内各地で相次いだ。また、県内の2校の小学校の体育館の屋根が風で吹き飛ばされた。そのうち1校は同年3月にも同じ被害にあっている。神通川流域の用水が逆流し、富山市五福地区を中心に約400棟が床上・床下浸水した。

#### 長野県
長野県では辰野町の飯田線伊那新町駅 - 羽場駅間で線路下の盛土が崩れて線路が宙吊りになり、通りかかった列車（豊橋発岡谷行き、119系2両）が脱線・転覆、乗員乗客4人が軽傷を負った。この他、県内で土砂崩れ、浸水が多数発生した。

#### 岐阜県
岐阜県では特に飛騨地方で宮川（神通川）流域を中心に土砂崩れ、浸水などの被害が目立ち、鉄道は高山本線の高山駅 - 猪谷駅間で橋が流されるなどして、不通となった。その後、高山駅 - 角川駅間が2005年10月1日に、角川駅 - 猪谷駅間は2007年9月8日に復旧した。また郡上市美並町では国道156号が陥没した。長良川鉄道も12月上旬まで美濃市 - 北濃間が運休となった。

### 西日本

#### 京都府
京都府では舞鶴市、宮津市、京丹後市などの府北部で河川の増水や土砂崩れによる被害が相次ぎ、死者15人、床上・床下浸水約7,300棟にのぼった。由良川は福知山市から舞鶴市にかけて氾濫し、舞鶴市の由良川付近で国道175号が冠水、渋滞で止まっていた観光バスが立ち往生、37人がバスの屋根の上で一夜を明かし、救助された。救出の際使われたボートは、近くに居たトラックの運転士が荷物のボートを提供したもので、後日運転士は表彰された。

#### 兵庫県
兵庫県では豊岡市、氷上町（現・丹波市）、西脇市、西宮市、淡路島を中心に県内の広い範囲で大きな被害が出た。県内の死者26人と、死者が最多となった。但馬では円山川の堤防が決壊し（当時の）豊岡市で約8,300棟、日高町（現・豊岡市）で約1,000棟、出石町（現・豊岡市）では出石川が決壊し、500棟の床上床下浸水。淡路島では洲本市（千草川、洲本川氾濫・決壊）で約3,100棟、津名町（志筑川氾濫・決壊、現淡路市）で約700棟、西淡町（三原川氾濫・決壊、現南あわじ市）で約800棟の床上床下浸水。播磨では西脇市で加古川また、三木市で美嚢川が、阪神では西宮市で武庫川が、決壊または氾濫した。豊岡市においては、気象庁の豊岡測候所が浸水し、気象観測が一時不能になった。
鉄道も、山陰本線などが一時不通となった。

#### 岡山県
岡山県では奈義町で局地風である広戸風が発生し、最大瞬間風速51.8m/sを記録した。玉野市で土砂崩れにより5人が死亡するなど、県全体で7人が死亡した。

#### 徳島県
徳島県では徳島市、鳴門市、小松島市、阿南市、美馬郡脇町（現美馬市）などの県内各地で浸水の被害が続出し、床上浸水が約1,630棟、床下浸水も含めた浸水の被害は県内5市26町2村で約4,600棟にものぼった。特に徳島市では市内を流れる園瀬川が、同市上八万町付近で氾濫。一時は大人の背が立たない程の水位にまで達し、家から出られなくなった住民を救命ボートで救出する作業が続けられた。徳島市内での床上浸水は約530世帯、これは第2室戸台風以降、最悪の被害である。徳島市で月最大24時間降水量が285.0mmに達し、10月の最高記録を更新した。

#### 香川県
香川県では東かがわ市で発生した土砂崩れなどで死者11人、床上浸水約4,800棟、床下浸水約13,000棟の被害が出た。

#### 高知県
高知県では室戸市菜生海岸で高波により防潮堤が破壊されて11棟が全壊し、3人が死亡した。室戸市沖ではビル8階に相当する波高26.15mを観測した。

#### 愛媛県
愛媛県では浸水被害が800棟を超えたほか、道路損壊や土砂崩れの被害が多発した。宇和島市では10月20日に243mmの降水量を観測し、10月の日降水量記録を更新するなど、県内各地で記録的な大雨となった。四国中央市での土砂災害などにより、県内では5人の死者が出た。

#### 長崎県
長崎県では佐世保市の西九州自動車道佐世保みなとインターチェンジ - 佐世保大塔インターチェンジ間で、貸し切りバスが立ち往生した。

#### 宮崎県
宮崎県は台風の可航半円に入ったにもかかわらず、大雨と暴風に見舞われた。浸水家屋は1000棟を超え、死者2人を出した。

#### 大分県
大分県でも台風の影響で佐伯市、大分市、別府市、中津市などで記録的な大雨となった。県内では土砂崩れや浸水などの被害が発生し、大分県内では死者1人を出した。

#### 福岡県
福岡県では京築地域を中心に大雨となり、行橋市では10月20日に160mmの降水量を観測し10月の日降水量記録を更新した。その周辺の地域では、浸水などの被害が発生するなど台風から離れていたにもかかわらず記録的な大雨と暴風を観測した。